# Trióxido de antimônio
Trióxido de antimônio é o composto de fórmula química Sb2O3.
O óxido de antimônio(III) é o composto inorgânico com a fórmula Sb2O3. É o composto comercial mais importante do antimônio. É encontrado na natureza como os minerais valentinito e senarmita. [3] Como a maioria dos óxidos poliméricos, o Sb2O3 se dissolve em soluções aquosas com hidrólise